# Czechosłowacka Republika Socjalistyczna
Czechosłowacka Republika Socjalistyczna, CSRS (cz. i słow. Československá socialistická republika – ČSSR) – oficjalna nazwa czechosłowackiego państwa po uchwaleniu konstytucji w 1960 roku, będącego częścią bloku wschodniego.

## Historia
Odwilż po okresie stalinowskim w Czechosłowacji nastąpiła dopiero w roku 1960. W 1964 r. sformował się reformatorski ruch i zaczęto próbować zreformować gospodarkę. Proces ten osiągnął kulminację w praskiej wiośnie.
W 1968 r. wojska Układu Warszawskiego – w tym Siły Zbrojne Polskiej Rzeczypospolitej Ludowej – przeprowadziły agresję na Czechosłowację. Powodem były reformy praskiej wiosny prowadzone pod hasłem socjalizmu z ludzką twarzą przez Komunistyczną Partię Czechosłowacji pod kierownictwem Słowaka Alexandra Dubčeka. Interwencja przywróciła do władzy komunistów, którzy sprawowali ją, aż do 1989 roku, do zwycięstwa tzw. aksamitnej rewolucji. Jednym z niewielu efektów ruchu społecznego praskiej wiosny, jakie nie zostały odwołane po inwazji, była federalizacja państwa, oficjalnie ogłoszona 28 października 1968. Odtąd Czechosłowacja (CSRS) była od 1 stycznia 1969 podzielona na Czechy (Czeską Republikę Socjalistyczną) i Słowację (Słowacką Republikę Socjalistyczną). Powstały też trzy rządy i trzy parlamenty: federalny (Federální shromáždění), czeski (Česká národní rada) i słowacki (Slovenská národná rada).

## Podział administracyjny

### Czeska Republika Socjalistyczna
- Praga (Praha)
- kraj południowoczeski (Jihočeský kraj)
- kraj południowomorawski (Jihomoravský kraj)
- kraj północnoczeski (Severočeský kraj)
- kraj północnomorawski (Severomoravský kraj)
- kraj środkowoczeski (Středočeský kraj)
- kraj wschodnioczeski (Východočeský kraj)
- kraj zachodnioczeski (Západočeský kraj)

### Słowacka Republika Socjalistyczna
- Bratysława (Bratislava)
- kraj środkowosłowacki (Stredoslovenský kraj)
- kraj wschodniosłowacki (Východoslovenský kraj)
- kraj zachodniosłowacki (Západoslovenský kraj)

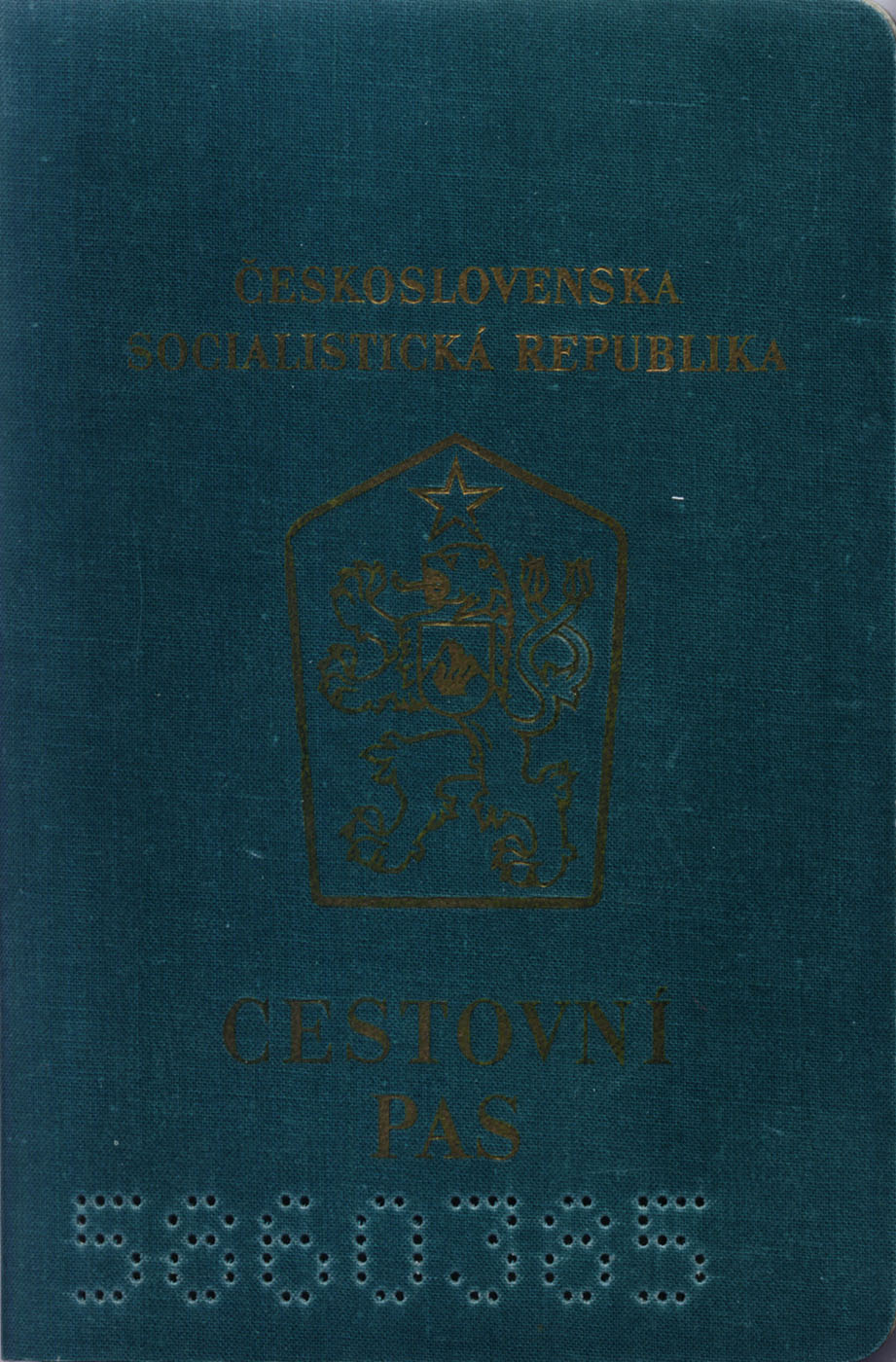
Paszport czechosłowacki z 1967 roku